# Eleições no Território Federal do Amapá em 1970
As eleições no território federal do Amapá em 1970 ocorreram em 15 de novembro como parte das eleições gerais em 22 estados e nos territórios federais de Rondônia e Roraima. Neste caso, a Constituição de 1967 fixou, e a Emenda Constitucional Número Um de 1969 ratificou, a eleição de um deputado federal para representar cada um dos territórios federais então existentes.

## Resultado da eleição para deputado federal
Conforme o Tribunal Superior Eleitoral, foram apurados 15.039 votos nominais (98,64%), 99 votos em branco (0,65%) e 108 votos nulos (0,71%), resultando no comparecimento de 15.246 eleitores. Nos territórios federais representados por um deputado federal, será observado o princípio do voto majoritário.

### Chapa do MDB
| Candidatos a deputado federal em 1970 | Partido | Votação | Percentual | Cidade onde nasceu | Unidade federativa | Observações |
| Antônio Pontes                        | MDB     | 8.222   | 54,67%     | Amapá              | Amapá              | [ 7 ]       |
| Lucimar Amoras Del Castillo           | MDB     | -       | -          |                    |                    |             |
| Fontes:                               |         |         |            |                    |                    |             |

### Chapa da ARENA
| Candidatos a deputado federal em 1970 | Partido | Votação | Percentual | Cidade onde nasceu | Unidade federativa | Observações |
| Janary Nunes                          | ARENA   | 6.817   | 45,33%     | Alenquer           | Pará               | [ 9 ]       |
| Iacy Ribamar Gomes de Alcântara       | ARENA   | -       | -          |                    |                    |             |
| Fontes:                               |         |         |            |                    |                    |             |